# Insel der Blumen
Insel der Blumen ist ein brasilianischer dokumentarischer Kurzfilm von Jorge Furtado aus dem Jahr 1989. Im Film wird Gesellschaftskritik mit viel Ironie in einen Weg einer Tomate von der Ernte bis zu ihrem scheinbaren Ende auf einer Müllkippe verpackt, dies, um die Absurdität aufzuzeigen, dass die dortigen Menschen sich auf einer Prioritätsskala nach den Schweinen befinden.

## Handlung
In Belem Novo, Porto Alegre, erntet Herr Suzuki auf einer Tomatenpflanzung Tomaten. Als Mensch unterscheidet er sich von Tieren wie dem Huhn oder dem Wal durch sein hochentwickeltes Großhirn und seinen opponierbaren Daumen – zwei Eigenarten, die im Laufe des Films regelmäßig wiederholt werden. Herr Suzuki isst die Tomaten nicht selbst, sondern verkauft sie an einen Supermarkt und erhält im Gegenzug dafür Geld. Geld wurde eingeführt, weil es schwierig war, Tomaten vom Wert eines Huhns zu ermitteln und noch schwieriger, Hühner vom Wert eines Wals. Mit Geld kann so auch Parfumverkäuferin Frau Anete im Supermarkt Tomaten kaufen. Der Ablauf von Kauf, Verkauf und Gewinn wird dargestellt, so kauft Frau Anete ihr Parfum (das im Übrigen, in Anspielung auf die Blumeninsel, „zu grossen Teilen aus Blumen hergestellt“ werde) von einer Firma, die einen höheren Gewinn damit erzielt als Frau Anete beim Weiterverkauf an ihre Kunden.
Frau Anete wirft eine Tomate fort, die für die Tomatensoße zum Schweinefleisch ungeeignet ist. Die so weggeworfene Tomate landet auf einer Müllhalde, die in dem Fall Ilha das Flores, „Blumeninsel“, heißt und tatsächlich auf einer Insel liegt. Auf der Insel gibt es nicht nur Müll, sondern auch Schweine. Sie haben kein hochentwickeltes Großhirn und keinen opponierbaren Daumen, jedoch einen Besitzer, der aus dem Müll organisches Material wie Obst und Gemüse heraussuchen lässt und die besten Teile an die Schweine verfüttert. Was für die Schweine nicht gut genug ist, wird den armen Frauen und Kindern der Insel zur Verfügung gestellt, darunter auch Frau Anetes Tomate. Die Frauen und Kinder haben den Nachteil, dass sie kein Geld und im Gegensatz zu den Schweinen auch keinen Besitzer haben. Ironisch wird geschlussfolgert, dass sich der Mensch vom Tier durch das hochentwickelte Großhirn und den opponierbaren Daumen unterscheidet und durch den Umstand, frei zu sein, in Armut wie in Reichtum.
Der Schlusssatz des Films, „Freiheit ist ein Wort, das den Traum der Menschheit nährt, das niemand erklären kann, und das von allen verstanden wird“ ist ein Zitat der brasilianischen Autorin Cecília Meireles.

## Produktion
Insel der Blumen wurde in Porto Alegre gedreht. Drehorte waren unter anderem die Ilha dos Marinheiros, die Ilha das Flores, das Colégio Anchieta und das Zero 512. Der Erzähler ist im Original Paulo José. Musikalisch untermalt wird der Film unter anderem vom Lied Fantasia sobre O Guarani von Geraldo Flach, wobei das Gitarrenspiel von Zé Flávio stammt. Der Film lief erstmals im Juni 1989 auf dem 17º Festival do Cinema Brasileiro in Gramado.
Ästhetisch ähnelt der Film einem Videoclip: „Das gilt sowohl für die Sprachebene als auch für die Bildebene. Der Text wird durchgängig als Kommentar stakkato-artig aus dem Off gesprochen. In gleicher Weise werden einzelne Filmsequenzen mit schnellen Schnitten und einer Fülle von Bildern gestaltet. […] Jorge Furtado überlagert die… inhaltliche Ebene in Form einer Collage mit Bildern und Texten, die ironisch-distanziert, in der Art eines Schulbuches, die biologischen, physikalischen und wirtschaftlichen Hintergründe der menschlichen Existenz und der Sozialbeziehungen zu erläutern versuchen.“

## Kritik
Die zeitgenössische brasilianische Kritik bezeichnete Insel der Blumen als „ein Meisterwerk. Nach ihm wird der Dokumentarfilm nie mehr derselbe sein.“ Andere Kritiker empfanden ihn als „neu, originell, witzig, kritisch und nicht zuletzt bewegend“.
Das Evangelische Zentrum für Entwicklungsbezogene Filmarbeit nannte Insel der Blumen ein „die verschiedensten Filmtechniken virtuos nutzende[r] Film“, der seine Botschaft „in einer ebenso ironischen wie oft bitter-sarkastischen Form“ präsentiere. Die Landeszentrale für politische Bildung Nordrhein-Westfalen befand: „Dieser Film ist keine Fiktion. Die ‚Insel der Blumen‘ ist Realität, ebenso wie die Konkurrenz der Armen mit den Schweinen um Abfallreste. Der Film provoziert und ironisiert, erheitert und schockiert. Die Ökomedia-Jury beschrieb ihn als ‚besonders wirksam‘“.
Im Jahr 2019, 30 Jahre nach dem Erscheinen, wurde der Film von der Vereinigung der Brasilianischen Filmkritiker (Abraccine) zum besten Kurzfilm aller Zeiten gewählt.

## Auszeichnungen (Auswahl)
- 1989: Bester Kurzfilm, Bestes Drehbuch, Bester Schnitt auf dem 17º Festival do Cinema Brasileiro de Gramado
- 1990: Silberner Bär – Preis der Jury der Berlinale
- 1990: Prêmio Margarida de Prata (CNBB), bester Kurzfilm
- 1991: Publikumspreis des Festival du Court-Métrage de Clermont-Ferrand